# Josefskapelle (Unterammergau)

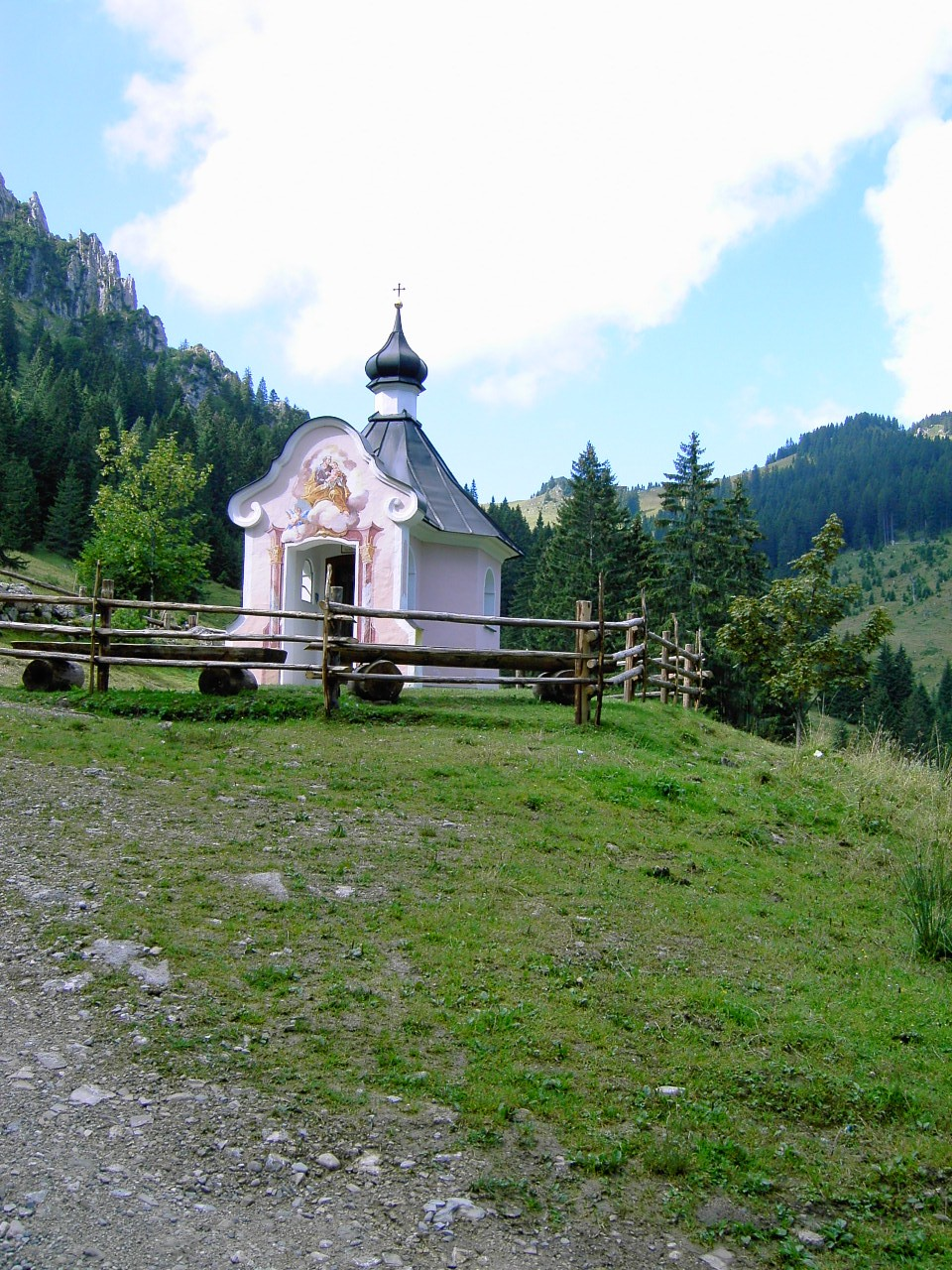
Josefskapelle am Weg zum Pürschling

Die Josefskapelle, auch Kapelle am Josefsflecken genannt, ist eine Wegkapelle in den Ammergauer Alpen auf dem Gebiet der oberbayerischen Gemeinde Unterammergau. Neben der Verehrung des heiligen Josef dient die Kapelle dem Gedenken an die in den Bergen verunglückten Personen.

## Lage
Die Kapelle liegt am Josefsflecken, einer Lichtung an der Forststraße von Unterammergau zum August-Schuster-Haus am Pürschling, auf einer Höhe von etwa 1200 m. Die kleine Erhöhung, auf der die Kapelle steht, ist von einem Holzzaun mit Sitzbänken umgeben.

## Geschichte

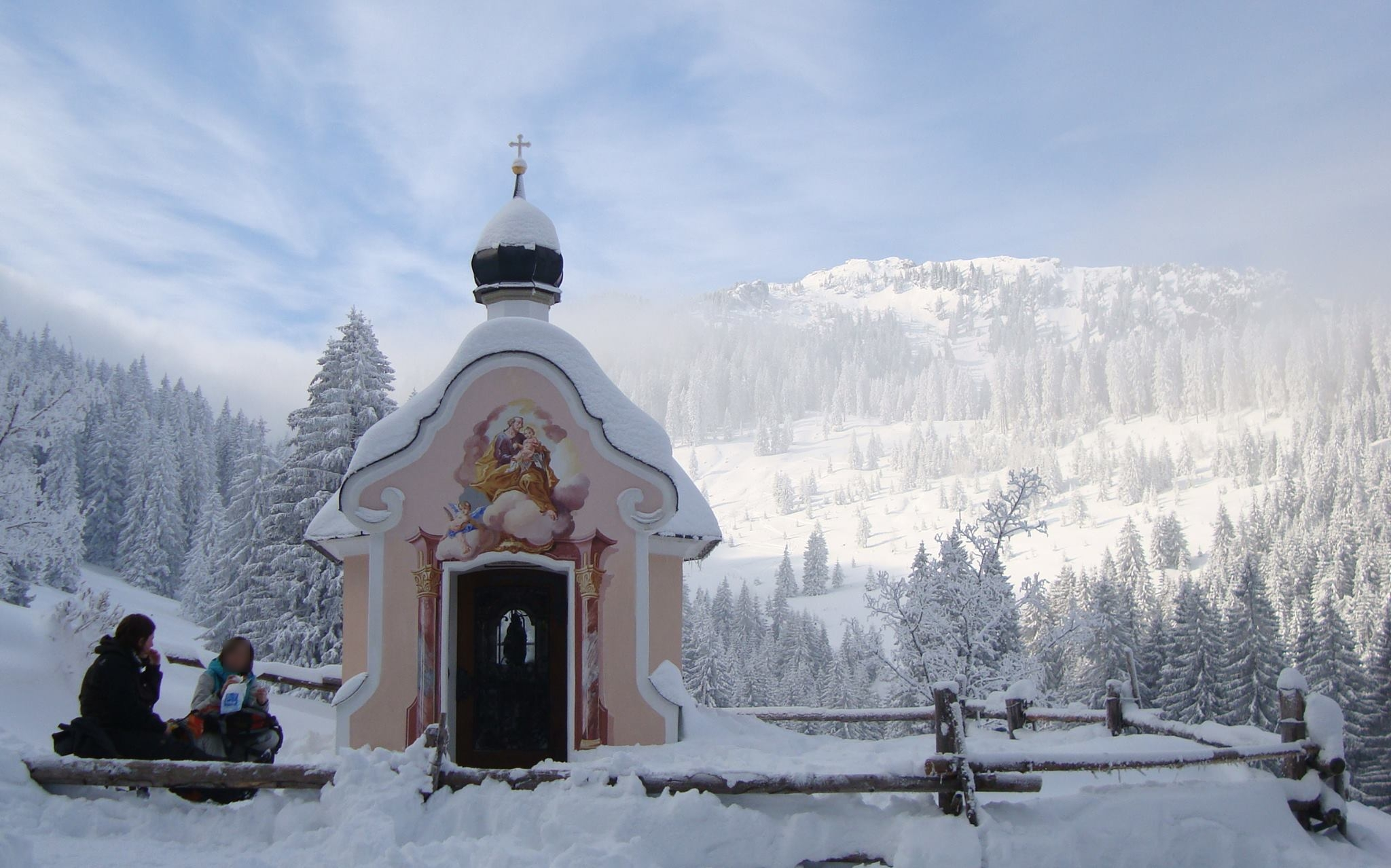
Die Josefskapelle im Winter

1907 stiftete Ludwig Fischer eine Figur des heiligen Josef, die an einem Baum angebracht wurde.
Der Unterammergauer Bildschnitzer Josef (Sepp) Erhart († 2002) initiierte 1987 den Bau einer Kapelle für diese Figur, der dann 1989 nach seinen Plänen begonnen und 1991 vollendet wurde.

## Beschreibung
Die Kapelle ist in einem an die Barockarchitektur angelehnten Stil errichtet. Der Hauptbau ist achteckig mit einem Durchmesser von knapp 5 m. Er hat ein Zeltdach aus Kupfer, das einen kleinen Dachreiter mit einem ebenfalls kupfernen Zwiebelhelm trägt. Dem Hauptbau ist auf der Eingangsseite im Nordosten ein kleiner, rechteckiger Vorbau mit kupfernem Satteldach und geschwungenem Volutengiebel vorgelagert. Ein Giebelfresko zeigt den heiligen Josef mit dem Jesuskind und einem Putto.
Im Inneren der Kapelle steht die Figur des heiligen Josef auf dem Altartisch in einem barock gestalteten Altaraufsatz mit vier kleinen Säulen. An den Wänden sind Täfelchen mit den Lebensdaten von in den Bergen verunglückten Personen angebracht.